# 西部レイク州
西部レイク州(せいぶレイクしゅう、英語：Western Lakes State)は、南スーダン北西部のバハル・アル・ガザール地方南東部にかつて存在した州。2015年成立、2020年廃止。
2014年の人口は54万6240人。
州都はルンベク。

## 隣接州
- 北東：南部リエチュ州
- 東：東部レイク州
- 南東：アマディ州
- 南：マリディ州
- 南西：グブドゥウェ州
- 西：ゴク州
- 北西：トンジェ州

## 行政区画
以下の9郡から成る。
- アモンピン郡
- アロー郡
- ウル郡
- バーゲル郡
- 東ブハ－・ナーム郡
- 西ブハ－・ナーム郡
- マルエス郡
- マレク郡
- ルンベク郡